# River-Klasse (2002)
Die Schiffe der River-Klasse sind Hochseepatrouillenboote (engl. Offshore Patrol Vessels (OPV)) der britischen Royal Navy (RN). Gemäß dem Sprachgebrauch der britischen Marine werden sie offiziell als Offshore Patrol Vessels (OPV) bezeichnet. Sie ersetzen die Schiffe der Island-Klasse und Castle-Klasse aus den 1970er-Jahren. Insgesamt wurden neun Einheiten für die RN gebaut und weitere fünf Boote kamen für den Export hinzu.

## Geschichte
2001 vergab die Royal Navy den Auftrag zum Bau von drei Hochseepatrouillenbooten an den Rüstungskonzern Vosper Thornycroft (VT) in Southampton. Diese sollten die fünf kleineren Patrouillenboote der Island-Klasse ersetzen. Eine Besonderheit ist, dass die Einheiten nach der Fertigstellung im Besitz von VT verblieben und von der Marine geleast wurden. Der entsprechende Vertrag hat eine Laufzeit von fünf Jahren. Nach dem Ablauf dieser Zeit kann die Marine ihn kündigen, verlängern oder die Schiffe kaufen. Als erstes der drei Schiffe wurde im Juni 2003 die HMS Tyne (P281) in Dienst gestellt, im Juli die HMS Severn (P282) und schließlich im November die HMS Mersey (P283). Die Aufgabe der Schiffe ist die Überwachung der britischen Hoheitsgewässer rund um die Britischen Inseln.
Im Februar 2005 erteilte die Marine Vosper Thornycroft den Auftrag zum Bau eines vierten Schiffes dieser Klasse. Im Vergleich zu den Schiffen der ersten Bauserie würde die HMS Clyde (P284) jedoch eine größere Verdrängung und schwerere Bewaffnung haben. Sie wurde im Januar 2007 in Dienst gestellt und ersetzte die beiden Schiffe der Castle-Klasse. Ihre Aufgabe war die Überwachung der Hoheitsgewässer der Falklandinseln. Im Gegensatz zu den beiden Vorgängern, die alle drei Jahre zu Wartungs- und Reparaturarbeiten nach England zurückkehren mussten, blieb die HMS Clyde 12 Jahre bis 2019 ohne Unterbrechung im Südatlantik im Einsatz.
Die modifizierte River-Klasse umfasst zurzeit zwei Boote für die Royal Thai Navy, gebaut in den Bangkok Docks, Bangkok, und drei weitere für die Royal Navy. Letztere wurden insbesondere beauftragt, um die Beschäftigung und das Know-how der beteiligten Werften zu erhalten. Ohne diese Aufträge wäre es zu einer Auslastungslücke zwischen den zum Bestellzeitpunkt November 2013 auslaufenden Neubauprogrammen und dem Bau der Type-26-Fregatten (City-Klasse) gekommen.

## Konstruktion

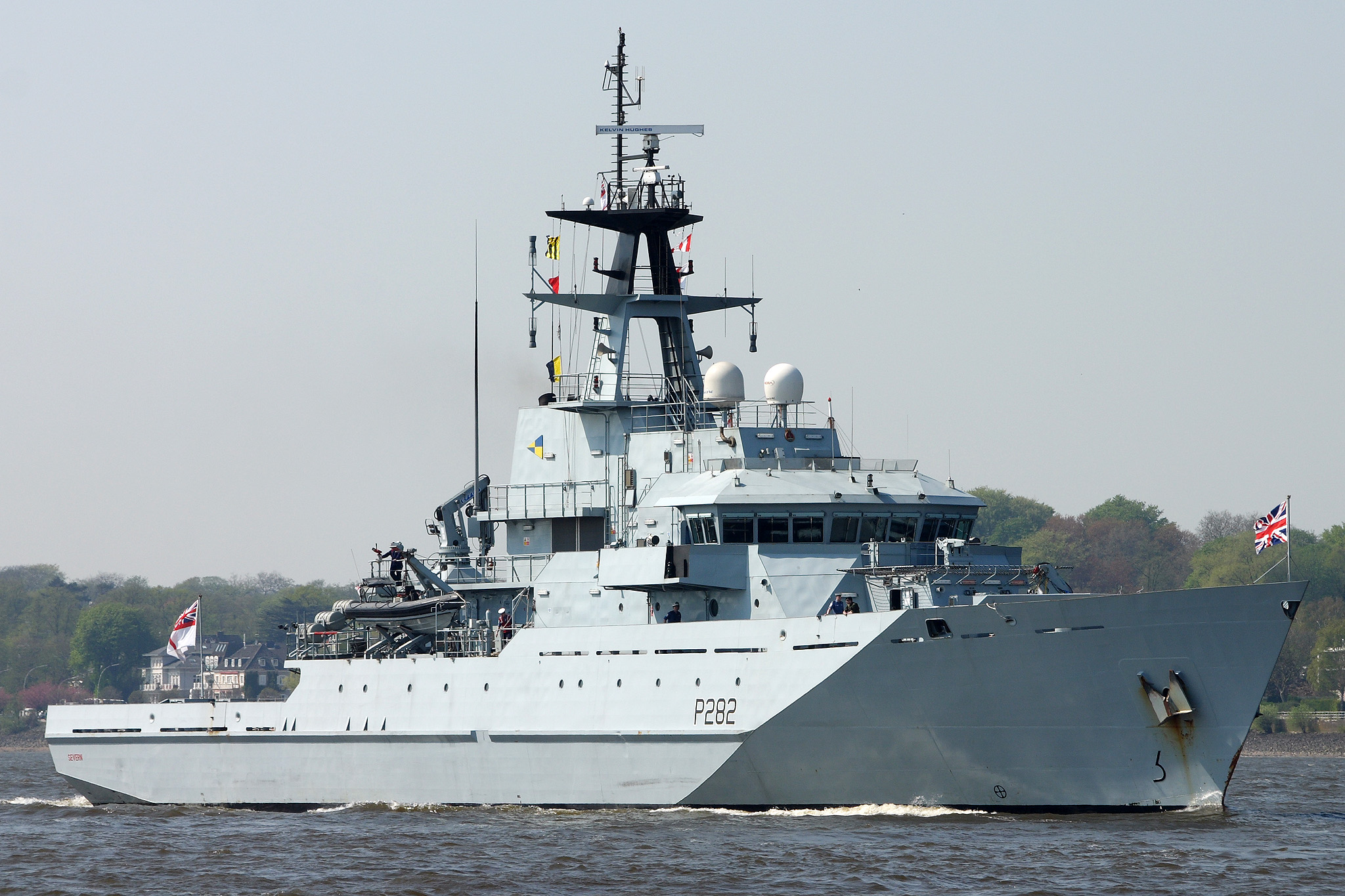
Die Severn auf der Elbe in Hamburg

Die Schiffe sind deutlich größer als ihre Vorgänger. Dies ermöglicht sowohl die Unterbringung von umfangreicherer Ausrüstung als auch die Lagerung von Lebensmitteln und Diesel für längere Einsätze. Die Schiffe der ersten Bauserie verfügen über ein sogenanntes Arbeitsdeck am Heck. Auf diesem kann Ausrüstung für verschiedene Einsätze installiert und gelagert werden. So können die Schiffe beispielsweise für Einsätze zur Feuer- oder Ölbekämpfung, Katastrophenhilfe, Bergung von Verletzten oder zum Transport leichter Fahrzeuge ausgerüstet werden. Zusätzlich kann das Deck auch zur Landung mittelschwerer Hubschrauber verwendet werden. Die HMS Clyde wird über ein größeres Deck verfügen und regulär einen Transport- und Überwachungshubschrauber vom Typ AgustaWestland AW101 „Merlin“ mitführen. Jedes Schiff verfügt zudem über zwei Beiboote.
Jedes Schiff wird von je zwei Ruston 12RK 270 Turbodieselmotoren angetrieben, die zusammen eine Leistung von 8250 kW erzeugen. Ein Bugstrahlruder mit 280 kW erhöht die Manövrierbarkeit aller vier Schiffe. Die HMS Clyde verfügt zusätzlich über ein Heckstrahlruder mit 185 kW.
Ein weiteres Baulos wurde gegenüber der Clyde nochmals verlängert.

## Technische Daten
| Daten           | HMS Tyne HMS Severn HMS Mersey         | HMS Clyde                              | HMS Forth HMS Medway HMS Trent HMS Tamar HMS Spey |
| --------------- | -------------------------------------- | -------------------------------------- | ------------------------------------------------- |
| Länge           | 79,5 m                                 | 81 m                                   | 90,5 m                                            |
| Breite          | 13,6 m                                 | 14,1 m                                 |                                                   |
| Tiefgang        | 3,8 m                                  | 3,5 m                                  |                                                   |
| Verdrängung     | 1677 tons                              | 1900 tons                              | 2000 tons                                         |
| Geschwindigkeit | 20 Knoten                              | 20 Knoten                              |                                                   |
| Reichweite      | 7800 Seemeilen bei 12 Knoten           | 7800 Seemeilen bei 12 Knoten           | 5000 Seemeilen                                    |
| Antrieb         | 2 × Turbodieselmotor je 4125 kW        | 2 × Turbodieselmotor je 4125 kW        |                                                   |
| Besatzung       | 30                                     | 34                                     |                                                   |
| Bewaffnung      | 1 × 20-mm-Kanone, 2 × Maschinengewehre | 1 × 30-mm-Kanone, 4 × Maschinengewehre | 1 × 30-mm-Kanone                                  |
| Hubschrauber    |                                        | 1 × AW101 Merlin                       | 1 × AW101 Merlin                                  |

Die Abmessungen der Krabi entsprechen im Wesentlichen denen der letzten drei Boote für die Royal Navy. Sie besitzt jedoch systemseitig Ausrüstung und Geräte anderer Hersteller. Hierzu gehören unter anderem der Antrieb mit MAN-Dieseln und die 76-mm-Hauptbewaffnung von Oto Melara.

## Einheiten
Vereinigtes Königreich
Die Boote bilden das frühere Fischereischutzgeschwader, heute als „Overseas Patrol Squadron“, das älteste Geschwader der RN, mit Sitz in Portsmouth. Die Einheiten unterstützen teilweise sowohl das britische Umweltministerium als auch die untergeordnete Behörde für Fischereischutz und maritime Angelegenheiten. Das vierte Boot, die Clyde, diente wie oben beschrieben als Stationsschiff auf den Falklandinseln. Die ersten vier Einheiten wurden bei der VT Group in Portsmouth gebaut.
Der Clyde folgte ein weiteres Baulos aus fünf Einheiten. Dessen erstes, die Forth, diente ab 2020 als Stationsschiff im Südatlantik und die Medway in der Karibik. Die Trent stützte sich seit 2021 für Patrouillen im Mittelmeer und im Golf von Guinea auf Gibraltar ab. Die beiden jüngsten Boote, Spey und Tamar, sind seit Ende 2021 im Indopazifik eingesetzt. Dies Los wurde von BAE Systems in Glasgow gebaut. Im Rahmen von Werftinstandsetzungen rotieren die Boote gegebenenfalls zwischen den Übersee-Stationen.
| Kennung | Name       | Stapellauf       | Indienststellung   | Außerdienststellung | Verbleib                                                                      |
| ------- | ---------- | ---------------- | ------------------ | ------------------- | ----------------------------------------------------------------------------- |
| P281    | HMS Tyne   | 27. April 2002   | 13. Januar 2003    |                     | aktiv, 24. Mai 2018 – 15. Juli 2018 vorübergehend außer Dienst gestellt       |
| P282    | HMS Severn | 13. Januar 2003  | 31. Juli 2003      |                     | aktiv, 27. Oktober 2017 – 28. August 2021 vorübergehend außer Dienst gestellt |
| P283    | HMS Mersey | 14. Juni 2003    | 18. Dezember 2003  |                     | aktiv                                                                         |
| P257    | HMS Clyde  | 14. Juni 2006    | 5. Juli 2007       | 20. Dezember 2019   | Abgabe an Bahrain                                                             |
| P222    | HMS Forth  | 20. August 2016  | 13. April 2018     |                     | aktiv                                                                         |
| P223    | HMS Medway | 23. August 2017  | 19. September 2019 |                     | aktiv                                                                         |
| P224    | HMS Trent  | 20. März 2018    | 3. August 2020     |                     | aktiv                                                                         |
| P233    | HMS Tamar  | 10. Oktober 2018 | 17. Dezember 2020  |                     | aktiv                                                                         |
| P234    | HMS Spey   | 19. Juni 2019    | 18. Juni 2021      |                     | aktiv                                                                         |

 Bahrain
Die ehemalige Clyde wurde 2020 von Bahrain erworben. Sie steht dort seit August 2020 als RBNS Al Zubara in Dienst.
 Brasilien
Die in Großbritannien gebauten Boote waren zunächst von Trinidad und Tobago bestellt worden. Nachdem diese den Auftrag im September 2010 storniert hatten, erwarb Brasilien die Boote Anfang 2012. Die Marinha do Brasil bezeichnet sie als Amazonas-Klasse.
| Kennung | Name     | Stapellauf        | Indienststellung  | Verbleib |
| ------- | -------- | ----------------- | ----------------- | -------- |
| P120    | Amazonas | 18. November 2009 | 29. Juni 2012     | aktiv    |
| P121    | Apa      | 15. Juli 2010     | 30. November 2012 | aktiv    |
| P122    | Araguari | 16. Juli 2010     | 21. Juni 2013     | aktiv    |

 Thailand
Die Bauwerft der Boote für die Royal Thai Navy war die thailändische Marinewerft in Sattahip, Chon Buri.
| Kennung | Name                     | Stapellauf       | Indienststellung   | Verbleib |
| ------- | ------------------------ | ---------------- | ------------------ | -------- |
| 551     | HTMS Krabi               | 3. Dezember 2011 | 26. August 2013    | aktiv    |
| 552     | HTMS Prachuap Khiri Khan | 2. August 2019   | 27. September 2019 | aktiv    |